# Alcó (fill d'Erecteu)
Alcó (en grec antic: Ἄλκων) va ser, segons la mitologia grega, el pare de l'argonauta Faler d'Atenes. Una tradició el fa un dels fills d'Erecteu, el primer rei d'Atenes, i una altra diu que era cretenc i company d'Hèracles.
Era molt hàbil amb l'arc, i les seves fletxes no fallaven mai. Es deia que era capaç de passar una fletxa per dins d'un anell col·locat al cap d'un home, i de partir una sageta amb una altra en dues meitats. Un dia que una serp va atacar al seu fill, la va matar amb una fletxa sense ferir al nen. Segons Pierre Grimal, aquesta anècdota es refereix al company d'Hèracles, i també al personatge homònim fill d'Erecteu, i diu que sovint es confonen els dos personatges.